# Fussball Club Luzern 2000-2001
Questa voce raccoglie le informazioni riguardanti il Fussball Club Luzern nelle competizioni ufficiali della stagione 2000-2001.

## Stagione
Nella stagione 2000-2001 il Lucerna, allenato da Andy Egli, concluse il campionato di Lega Nazionale A al 12º posto. Il Lucerna concluse il torneo di promozione/relegazione al 3º posto.

## Rosa
| N. |                                | Ruolo | Calciatore         |
| -- | ------------------------------ | ----- | ------------------ |
| 3  | Svizzera (bandiera)            | D     | Ronny Hodel        |
| 30 | Croazia (bandiera)             | C     | Stojan Belajic     |
| 32 | Venezuela (bandiera)           | C     | Gabriel Urdaneta   |
| 34 | Svizzera (bandiera)            | A     | Néstor Subiat      |
|    | Svizzera (bandiera)            | P     | Patrick Foletti    |
|    | Francia (bandiera)             | P     | Yannick Gordien    |
|    | Svizzera (bandiera)            | P     | Guido Schnarwiler  |
|    | Serbia e Montenegro (bandiera) | D     | Nikoslav Bjegović  |
|    | Svizzera (bandiera)            | D     | Martin Lengen      |
|    | Svizzera (bandiera)            | D     | Sébastien Lipawsky |
|    | Svizzera (bandiera)            | D     | Oliver Maric       |
|    | Svizzera (bandiera)            | D     | Christoph Spycher  |
|    | Brasile (bandiera)             | C     | Amarildo           |
|    | Stati Uniti (bandiera)         | C     | Melchior Arnold    |
|    | Svizzera (bandiera)            | C     | Stefan Blunschi    |

| N. |                       | Ruolo | Calciatore         |
| -- | --------------------- | ----- | ------------------ |
|    | Venezuela (bandiera)  | C     | Fernando Clemente  |
|    | Uruguay (bandiera)    | C     | Silvio Enrique     |
|    | Brasile (bandiera)    | C     | Gian               |
|    | Svizzera (bandiera)   | C     | Philipp Heinzer    |
|    | Svizzera (bandiera)   | C     | Simon Hofer        |
|    | Svizzera (bandiera)   | C     | Marco Kottmann     |
|    | Svizzera (bandiera)   | C     | Denis Lovric       |
|    | Brasile (bandiera)    | C     | Marcelo Sander     |
|    | Svizzera (bandiera)   | C     | Christophe Ohrel   |
|    | Nigeria (bandiera)    | C     | Siradji Sani       |
|    | Svizzera (bandiera)   | C     | Thomas Wyss        |
|    | Capo Verde (bandiera) | A     | Kelly Lima Spencer |
|    | Svizzera (bandiera)   | A     | Alexandre Rey      |
|    | Kosovo (bandiera)     | A     | Zenun Selimi       |

## Organigramma societario
Area tecnica
- Allenatore: Andy Egli
- Allenatore in seconda: Beat Hubeli
- Preparatore dei portieri:
- Preparatori atletici:

## Calciomercato

### Sessione estiva
| Acquisti | Acquisti | Acquisti | Acquisti |
| R.       | Nome     | da       | Modalità |
| -------- | -------- | -------- | -------- |

| Cessioni | Cessioni | Cessioni | Cessioni |
| R.       | Nome     | a        | Modalità |
| -------- | -------- | -------- | -------- |

### Sessione invernale
| Acquisti | Acquisti | Acquisti | Acquisti |
| R.       | Nome     | da       | Modalità |
| -------- | -------- | -------- | -------- |

| Cessioni | Cessioni | Cessioni | Cessioni |
| R.       | Nome     | a        | Modalità |
| -------- | -------- | -------- | -------- |

## Risultati

### Lega Nazionale A

#### andata
| Arbitro: | Petignat |

|                     |           |  |
| N'Kufo 59’ Frei 83’ | Marcatori |  |

| Arbitro: | Leuba |

|                     |           |          |
| Jairo 43’ Amoah 47’ | Marcatori | 45’ Frei |

| Arbitro: | Schoch |

|                                                                          |           |                             |
| Huggel 7’, 74’ Kreuzer 9’ (rig.) Tchouga 15’, 60’, 85’ (rig.) Tholot 67’ | Marcatori | 26’ Frei 29’, 35’, 65’ Wyss |

| Lucerna 29 luglio 2000, ore 19:30 CEST 4ª giornata | Lucerna | 0 – 0 referto | Aarau | Stadion Allmend (6 901 spett.)\| Arbitro: \| Rutz \| |
| Arbitro:                                           | Rutz    |               |       |                                                      |

| Arbitro: | Meier |

|                                             |           |  |
| Yakın 43’, 49’ Cabanas 52’ (rig.) Ekoku 88’ | Marcatori |  |

| Arbitro: | Busacca |

|                        |           |  |
| N'Kufo 6’ Kottmann 90’ | Marcatori |  |

| Arbitro: | Golay |

|                                                         |           |               |
| Jamarauli 29’ Kavelashvili 58’ Bartlett 86’ Chassot 90’ | Marcatori | 67’, 90’ Gian |

| Arbitro: | Circhetta |

|                       |           |             |
| N'Kufo 34’ Selimi 83’ | Marcatori | 89’ Mazzoni |

| Arbitro: | Leuba |

|                      |           |  |
| Petrov 34’ Oruma 58’ | Marcatori |  |

| Arbitro: | Busacca |

|                                   |           |             |
| N'Kufo 26’, 55’ (rig.) Selimi 61’ | Marcatori | 58’ Delgado |

| Arbitro: | Sedlacek |

|                       |           |  |
| Giménez 21’, 28’, 39’ | Marcatori |  |

#### ritorno
| Arbitro: | Etter |

|                   |           |              |
| Tachie-Mensah 18’ | Marcatori | 61’ Blunschi |

| Arbitro: | Meier |

|            |           |                                                |
| Selimi 68’ | Marcatori | 14’ Gane 26’, 39’ Amoah 44’ Zwyssig 87’ Müller |

| Arbitro: | Bertolini |

|  |           |                        |
|  | Marcatori | 15’, 35’ Koumantarakis |

| Arbitro: | Petignat |

|                                   |           |                                       |
| Khomeriki 45’ Didi 60’ Baudry 81’ | Marcatori | 15’ (rig.), 88’ (rig.) Wyss 18’ Ohrel |

| Arbitro: | Etter |

|                            |           |                           |
| Wyss 18’ (rig.) Kehrli 52’ | Marcatori | 51’, 75’ Petrić 70’ Yakın |

| Arbitro: | Schmid |

|                                     |           |            |
| Gil 27’ Constantino 73’ Gohouri 85’ | Marcatori | 10’ N'Kufo |

| Arbitro: | Busacca |

|  |           |                                  |
|  | Marcatori | 12’ (aut.) Foletti 62’ Jamarauli |

| Arbitro: | Meier |

|           |           |                          |
| Kuźba 17’ | Marcatori | 12’ Frei 63’ (rig.) Wyss |

| Arbitro: | Schoch |

|  |           |                    |
|  | Marcatori | 35’ Petrov 55’ Rey |

| Arbitro: | Nobs |

|                              |           |  |
| Renou 38’, 82’ Grichting 57’ | Marcatori |  |

| Arbitro: | Schluchter |

|            |           |           |
| N'Kufo 45’ | Marcatori | 70’ Rossi |

### Torneo di promozione/relegazione

#### andata
| Arbitro: | Circhetta |

|          |           |                      |
| Garba 4’ | Marcatori | 6’ Wyss 52’ Urdaneta |

| Wil 11 marzo 2001, ore 14:30 CET 3ª giornata | Wil     | 0 – 0 referto | Lucerna | Stadion Bergholz (1 500 spett.)\| Arbitro: \| Rogalla \| |
| Arbitro:                                     | Rogalla |               |         |                                                          |

| Arbitro: | Petignat |

|                        |           |                           |
| Urdaneta 67’ Ohrel 81’ | Marcatori | 40’ Skačenko 83’, 87’ Hoy |

| Arbitro: | Schoch |

|                                 |           |  |
| Clemente 42’ Rey 60’ Arnold 90’ | Marcatori |  |

| Arbitro: | Wildhaber |

|                           |           |  |
| Urdaneta 54’ Clemente 69’ | Marcatori |  |

| Arbitro: | Schmid |

|                   |           |              |
| Rochat 81’ (rig.) | Marcatori | 26’ Blunschi |

| Arbitro: | Etter |

|        |           |  |
| Rey 3’ | Marcatori |  |

#### ritorno
| Arbitro: | Salm |

|                           |           |  |
| Malacarne 84’ Seweryn 89’ | Marcatori |  |

| Arbitro: | Schluchter |

|                                          |           |                                 |
| Wyss 6’, 85’ (rig.) Blunschi 34’ Rey 53’ | Marcatori | 42’ Cavalo 60’ Kehrli 81’ Favre |

| Arbitro: | Petignat |

|  |           |            |
|  | Marcatori | 7’ Enrique |

| Arbitro: | Rutz |

|                                           |           |  |
| Previtali 68’ Khomeriki 86’ de Napoli 90’ | Marcatori |  |

| Arbitro: | Circhetta |

|                                    |           |  |
| Clemente 10’ Wyss 14’, 88’ Rey 62’ | Marcatori |  |

| Arbitro: | Wildhaber |

|                       |           |                      |
| Diop 55’ Oppliger 72’ | Marcatori | 11’ Rey 58’ Clemente |

| Arbitro: | Schmid |

|                         |           |                                 |
| Clemente 21’ Selimi 43’ | Marcatori | 27’ Garba 60’ Maslov 80’ Ciullo |

## Statistiche

### Statistiche di squadra
| Competizione                     | Punti | In casa | In casa | In casa | In casa | In casa | In casa | In trasferta | In trasferta | In trasferta | In trasferta | In trasferta | In trasferta | Totale | Totale | Totale | Totale | Totale | Totale | DR  |
| Competizione                     | Punti | G       | V       | N       | P       | Gf      | Gs      | G            | V            | N            | P            | Gf           | Gs           | G      | V      | N      | P      | Gf     | Gs     | DR  |
| -------------------------------- | ----- | ------- | ------- | ------- | ------- | ------- | ------- | ------------ | ------------ | ------------ | ------------ | ------------ | ------------ | ------ | ------ | ------ | ------ | ------ | ------ | --- |
| Lega Nazionale A                 | 19    | 11      | 4       | 2       | 5       | 13      | 17      | 11           | 1            | 2            | 8            | 14           | 33           | 22     | 5      | 4      | 13     | 27     | 50     | -23 |
| Torneo di promozione/relegazione | -     | 7       | 5       | 0       | 2       | 18      | 9       | 7            | 2            | 3            | 2            | 6            | 9            | 14     | 7      | 3      | 4      | 24     | 18     | +6  |
| Totale                           | 19    | 18      | 9       | 2       | 7       | 31      | 26      | 18           | 3            | 5            | 10           | 20           | 42           | 36     | 12     | 7      | 17     | 51     | 68     | -17 |

### Andamento in campionato
| Giornata  | 1 | 2 | 3 | 4 | 5  | 6 | 7 | 8 | 9  | 10 | 11 | 12 | 13 | 14 | 15 | 16 | 17 | 18 | 19 | 20 | 21 | 22 |
| --------- | - | - | - | - | -- | - | - | - | -- | -- | -- | -- | -- | -- | -- | -- | -- | -- | -- | -- | -- | -- |
| Luogo     | C | T | T | C | T  | C | T | C | T  | C  | T  | T  | C  | C  | T  | C  | T  | C  | T  | C  | T  | C  |
| Risultato | V | P | P | N | P  | V | P | V | P  | V  | P  | N  | P  | P  | N  | P  | P  | P  | V  | P  | P  | N  |
| Posizione | 3 | 5 | 8 | 7 | 10 | 8 | 9 | 8 | 10 | 7  | 9  | 9  | 10 | 10 | 11 | 11 | 11 | 11 | 11 | 11 | 11 | 12 |

Legenda:

Luogo: C = Casa; T = Trasferta. Risultato: V = Vittoria; N = Pareggio; P = Sconfitta.

### Statistiche dei giocatori
| Giocatore      | Lega Nazionale A | Lega Nazionale A | Lega Nazionale A | Lega Nazionale A | Coppa Intertoto | Coppa Intertoto | Coppa Intertoto | Coppa Intertoto | Totale   | Totale | Totale      | Totale     |
| Giocatore      | Presenze         | Reti             | Ammonizioni      | Espulsioni       | Presenze        | Reti            | Ammonizioni     | Espulsioni      | Presenze | Reti   | Ammonizioni | Espulsioni |
| -------------- | ---------------- | ---------------- | ---------------- | ---------------- | --------------- | --------------- | --------------- | --------------- | -------- | ------ | ----------- | ---------- |
| A. Amarildo    | 13               | 0                | 3                | 0                | 2               | 0               | 0               | 0               | 15       | 0      | 3           | 0          |
| M. Arnold      | 14               | 0                | 2                | 0                | 2               | 0               | 0               | 0               | 16       | 0      | 2           | 0          |
| S. Belajic     | 4                | 0                | 1                | 0                | 0               | 0               | 0               | 0               | 4        | 0      | 1           | 0          |
| N. Bjegović    | 8                | 0                | 5                | 0                | 0               | 0               | 0               | 0               | 8        | 0      | 5           | 0          |
| S. Blunschi    | 15               | 1                | 4                | 0                | 0               | 0               | 0               | 0               | 15       | 1      | 4           | 0          |
| A. Bouzidi     | 2                | 0                | 0                | 0                | 1               | 0               | 0               | 0               | 3        | 0      | 0           | 0          |
| F. Clemente    | 14               | 5                | 0                | 0                | 0               | 0               | 0               | 0               | 14       | 5      | 0           | 0          |
| S. Enrique     | 7                | 0                | 0                | 1                | 2               | 0               | 1               | 0               | 9        | 0      | 1           | 1          |
| R. Feuz        | 11               | 0                | 2                | 0                | 2               | 0               | 0               | 0               | 13       | 0      | 2           | 0          |
| P. Foletti     | 22               | 0                | 1                | 0                | 2               | 0               | 0               | 0               | 24       | 0      | 1           | 0          |
| A. Frei        | 20               | 4                | 2                | 0                | 2               | 2               | 0               | 0               | 22       | 6      | 2           | 0          |
| G. Gian        | 18               | 2                | 1                | 0                | 1               | 1               | 0               | 0               | 19       | 3      | 1           | 0          |
| Y. Gordien     | 1                | 0                | 0                | 1                | 0               | 0               | 0               | 0               | 1        | 0      | 0           | 1          |
| P. Heinzer     | 0                | 0                | 0                | 0                | 0               | 0               | 0               | 0               | 0        | 0      | 0           | 0          |
| R. Hodel       | 3                | 0                | 0                | 1                | 0               | 0               | 0               | 0               | 3        | 0      | 0           | 1          |
| S. Hofer       | 4                | 0                | 1                | 0                | 0               | 0               | 0               | 0               | 4        | 0      | 1           | 0          |
| R. Kehrli      | 17               | 1                | 1                | 0                | 0               | 0               | 0               | 0               | 17       | 1      | 1           | 0          |
| M. Kottmann    | 14               | 1                | 2                | 0                | 2               | 0               | 0               | 0               | 16       | 1      | 2           | 0          |
| M. Lengen      | 15               | 0                | 1                | 0                | 1               | 0               | 0               | 0               | 16       | 0      | 1           | 0          |
| S. Lipawsky    | 13               | 0                | 1                | 1                | 2               | 1               | 0               | 0               | 15       | 1      | 1           | 1          |
| D. Lovric      | 2                | 0                | 0                | 0                | 0               | 0               | 0               | 0               | 2        | 0      | 0           | 0          |
| P. Lérant      | 5                | 0                | 1                | 0                | 0               | 0               | 0               | 0               | 5        | 0      | 1           | 0          |
| O. Maric       | 7                | 0                | 1                | 0                | 0               | 0               | 0               | 0               | 7        | 0      | 1           | 0          |
| B. N'Kufo      | 19               | 7                | 1                | 1                | 0               | 0               | 0               | 0               | 19       | 7      | 1           | 1          |
| C. Ohrel       | 18               | 1                | 3                | 0                | 1               | 2               | 0               | 0               | 19       | 3      | 3           | 0          |
| A. Rey         | 14               | 5                | 2                | 0                | 0               | 0               | 0               | 0               | 14       | 5      | 2           | 0          |
| M. Sander      | 2                | 0                | 0                | 0                | 0               | 0               | 0               | 0               | 2        | 0      | 0           | 0          |
| S. Sani        | 2                | 0                | 0                | 0                | 0               | 0               | 0               | 0               | 2        | 0      | 0           | 0          |
| D. Satilmis    | 0                | 0                | 0                | 0                | 1               | 0               | 0               | 0               | 1        | 0      | 0           | 0          |
| G. Schnarwiler | 0                | 0                | 0                | 0                | 0               | 0               | 0               | 0               | 0        | 0      | 0           | 0          |
| Z. Selimi      | 14               | 3                | 3                | 0                | 1               | 0               | 0               | 0               | 15       | 3      | 3           | 0          |
| S. Silvio      | 2                | 0                | 0                | 0                | 0               | 0               | 0               | 0               | 2        | 0      | 0           | 0          |
| K. Spencer     | 0                | 0                | 0                | 0                | 0               | 0               | 0               | 0               | 0        | 0      | 0           | 0          |
| C. Spycher     | 20               | 0                | 3                | 0                | 2               | 0               | 0               | 0               | 22       | 0      | 3           | 0          |
| N. Subiat      | 7                | 0                | 1                | 0                | 0               | 0               | 0               | 0               | 7        | 0      | 1           | 0          |
| I. Trninic     | 0                | 0                | 0                | 0                | 1               | 0               | 0               | 0               | 1        | 0      | 0           | 0          |
| G. Urdaneta    | 0                | 0                | 0                | 0                | 0               | 0               | 0               | 0               | 0        | 0      | 0           | 0          |
| T. Wyss        | 19               | 7                | 4                | 0                | 1               | 0               | 0               | 1               | 20       | 7      | 4           | 1          |